# Kennedy, Minnesota
Kennedy là một thành phố thuộc quận Kittson, tiểu bang Minnesota, Hoa Kỳ. Năm 2010, dân số của thành phố này là 193 người.

## Dân số
- Dân số năm 2000: 255 người.
- Dân số năm 2010: 193 người.